# Brutalista
Brutalista (originálně: The Brutalist) je výpravné historické drama z roku 2024, které režíroval a produkoval Brady Corbet, jenž společně s Monou Fastvoldovou napsal scénář. Ve filmu hrají Adrien Brody, Felicity Jones, Guy Pearce, Joe Alwyn, Raffey Cassidy, Stacy Martin, Emma Laird, Isaach de Bankolé a Alessandro Nivola.

## Synopse
László Tóth (Adrien Brody) je židovsko-maďarský architekt a přeživší holocaustu, který emigruje do Spojených států amerických, kde se snaží dosáhnout amerického snu. 

## Obsazení
| Adrien Brody      | László Tóth            |
| Felicity Jones    | Erzsébet Tóth          |
| Guy Pearce        | Harrison Lee Van Buren |
| Alessandro Nivola | Attila                 |
| Joe Alwyn         | Harry Lee Van Buren    |

## Vydání a ohlasy
Film vznikl v koprodukci Spojených států, Velké Británie a Maďarska. Premiéru měl 1. září 2024 na 81. mezinárodním filmovém festivalu v Benátkách, kde Corbet získal Stříbrného lva za nejlepší režii. Ve Spojených státech byl uveden 20. prosince 2024 společností A24.
Film získal pozitivní recenze a řadu ocenění. Na 97. ročníku Oscarů získal deset nominací, včetně té za nejlepší film, vítězství za nejlepší kameru, nejlepší původní hudbu a nejlepšího herce Brodyho.
Na 82. ročníku udílení Zlatých glóbů získal tři ceny, například za nejlepší drama. Americký filmový institut jej zařadil mezi deset nejlepších filmů roku 2024. 
Film vydělal 50,2 milionu dolarů při čistém rozpočtu 9,6 milionu dolarů a stal se tak Corbetovým nejvýdělečnějším filmem.